# Mémantine
 (29 août 2017).
La mémantine est une substance active médicamenteuse proposée dans le traitement de la maladie d'Alzheimer qui agit par blocage des récepteurs NMDA.

## Origine et commercialisation
La mémantine a été synthétisée et protégée par Eli Lilly and Co en 1968 (comme cité dans l'index Merck) et a été développée par Merz Pharma en collaboration avec Neurobiological Technologies, Inc. puis donnée sous licence aux laboratoires Forest pour les États-Unis et Lundbeck pour d'autres marchés européens et internationaux choisis. La mémantine est commercialisée sous les marques Axura et Akatinol par Merz, Namenda par Forest, Ebixa et Abixa par Lundbeck et Memox par Unipharm.

## Usage clinique
Depuis 2016, la mémantine, comme d'autres médicaments de ce type, n'est pas recommandée en France pour des soins à des personnes atteintes de troubles cognitifs type Alzheimer.
Bien que la mémantine ait été approuvée pour le traitement des formes modérées à sévères de la maladie d'Alzheimer, son usage a été recommandé contre l'avis du National Institute for Clinical Excellence du Royaume-Uni qui estime que le coût élevé de ce traitement ne vaut pas les bénéfices médicaux observés chez la plupart des patients.
La mémantine a été associée à une décroissance modérée des détériorations cliniques liées à la maladie d'Alzheimer. Une revue systématique d'essais contrôlés randomisés montre que la mémantine a un effet positif modeste sur la cognition, l'humeur, le comportement et la capacité à assumer les activités de la vie quotidienne dans les formes modérées à sévères de la maladie d'Alzheimer mais un effet inconnu pour les formes légères à modérées de la maladie.
La vitamine D, une neurohormone stéroïdienne qui exerce une activité neuroprotectrice en participant à la régulation des flux calciques et du système antioxydant, a démontré une efficacité remarquable en synergie avec la mémantine. En effet, dans une étude clinique menée par l'université d'Angers, la mémantine et la vitamine D pris isolément n'ont guère amélioré l'état de patients atteints de la maladie d'Alzheimer mais ont permis des améliorations cognitives significatives en six mois lorsque prises conjointement,.
La mémantine a aussi été testée contre la dépendance aux opioïdes, le lupus érythémateux disséminé, la dépression nerveuse, les troubles obsessionnels compulsifs, le jeu pathologique, le trouble du déficit de l'attention (ADHD), le glaucome, les acouphènes, les neuropathies, les troubles envahissants du développement, l'encéphalopathie HIV(en:AIDS dementia complex), le nystagmus pathologique et la sclérose en plaques. Elle ne semble pas être efficace dans le syndrome de Down à l'âge adulte.

## Effets indésirables
La mémantine est généralement bien tolérée. Les effets indésirables communs incluent confusion, vertiges, somnolence, céphalées, insomnie, agitation ou hallucinations. Des effets indésirables moins communs incluent vomissements, anxiété, hypertonie, cystite et libido envahissante,. D'un autre côté, il a été reporté que la mémantine aurait induit une détérioration neurologique réversible pour des cas de sclérose en plaques, ce qui a entraîné l'arrêt d'un essai clinique en cours. Des insuffisances cardiaques et des bradyarythmies ont également été observées.

## Pharmacologie

### Glutamatergique (récepteur NMDA)
Un dysfonctionnement de la neurotransmission glutamatergique se manifestant par une excitotoxicité neuronale est suspecté d'être dans l'étiologie de la maladie d'Alzheimer. Cibler le système glutamatergique, spécialement les récepteurs NMDA, offre une nouvelle approche de traitement par rapport à l'efficacité limitée des médicaments ciblant le système cholinergique.
La mémantine est un antagoniste non compétitif du récepteur NMDA, de faible affinité et  voltage dépendant ,. En se liant aux récepteurs NMDA avec plus d'affinité que les ions Mg2+, la mémantine serait capable d'inhiber l'influx prolongé d'ions Ca2+ qui est à la base de l'excitotoxicité neuronale. Cependant, la faible affinité et la cinétique rapide de retrait de la mémantine au niveau du canal des récepteurs NMDA préservent la fonction physiologique des récepteurs, qui peuvent être activés par les concentrations relativement hautes de glutamate relâché à la suite de la dépolarisation des neurones présynaptiques,,,,,,. L'interaction de la mémantine avec les récepteurs NMDA joue un rôle majeur dans l'amélioration symptomatique que cette molécule thérapeutique a sur la maladie d'Alzheimer. De plus, il n'y a pas de preuves que la capacité de la mémantine à protéger contre l'excitotoxicité via le récepteur NMDA ait un effet sur le développement de la maladie d'Alzheimer, bien que cela ait été suggéré pour les modèles animaux.

### Sérotoninergique (récepteur 5-HT3)
La mémantine agit comme un antagoniste non compétitif du récepteur 5HT3 avec une affinité similaire à celle qu'elle a pour le récepteur NMDA. L'importance clinique de cette activité sérotonergique dans le traitement de la maladie d'Alzheimer est inconnue.

### Cholinergique (récepteur nicotinique et cholinergique)
La mémantine agit comme un antagoniste non compétitif sur différents récepteurs neuronaux, récepteur nicotinique et récepteur cholinergique (nAChR) avec une affinité possiblement similaire à celle pour les récepteurs NMDA et 5-HT3. Il est difficile de le vérifier avec précision à cause des réponses rapides de désensibilisation des récepteurs nAChR dans ces expériences,,. Il a été montré que le nombre de récepteurs nicotiniques est réduit dans la maladie d'Alzheimer, même en l'absence d'une décroissance générale du nombre de neurones. Les agonistes du récepteur nicotinique sont donc vus comme une cible intéressante pour des médicaments anti-Alzheimer.

### Dopaminergique (récepteur D2)
La mémantine a un effet sur les neurones dopaminergiques.

## Potentiel pour le traitement de la tolérance et de la dépendance physique aux drogues
La mémantine pourrait, selon plusieurs études, empêcher la tolérance (ou Accoutumance) aux opiacés et à la nicotine, et aurait le même effet pour les benzodiazépines, les amphétamines et d'autres drogues et médicaments, en tant que traitement préventif, voire curatif (à l'accoutumance) 